# Charles Marie Napoléon de Beaufort d'Hautpoul
Charles Marie Napoléon de Beaufort d'Hautpoul (Salerno, 9 novembre 1804 – Parigi, 18 maggio 1890) è stato un militare francese.

## Biografia
Figlio di Agnès Louise Catherine de Budé e do Édouard Brandoin de Ballaguier, marchese de Beaufort d'Hautpoul, colonnello del genio, Charles Marie Napoléon nacque a Salerno, nell'allora Regno di Napoli, nel 1804.
Intrapresa la carriera militare ispirato dalla figura paterna, entrò nell'accademia militare di Saint-Cyr e prese parte alla Spedizione di Morea. Nel 1830 fece parte della spedizione ad Algeri come aiutante di campo del generale Valazé. Dal 1834 al 1837, fu incaricato dal maresciallo Soult di missioni in Egitto e Siria, divenendo anche aiutante di campo di Sulayman Pascià, e poi del sultano egiziano Ibrāhīm Pascià durante la campagna in Siria.. Attaché all'ambasciata francese in Persia, colse l'occasione per visitare tutta l'Asia minore, per poi compiere una nuova missione in Egitto per conto del governo francese. Aiutante di campo del duca d'Aumale, servì in Algeria sino al 1848, guadagnandosi dapprima i galloni di capo squadrone e poi quelli di tenente colonnello, presenziando alla Battaglia di Samala.
Richiamato a Parigi dal generale Cavaignac, dal 1849 tornò in Algeria e fu capo dello staff di stato maggiore del generale Pélissier nella provincia d'Orano. Colonnello nel 1850, venne nominato Generale di brigata dal 1º gennaio 1851, dirigendo le spedizioni contro il Marocco e comandato le suddivisioni di Mostaganem e Tlemcen. Si occupò anche della repressione dei Beni-Snassen.
Rientrato in Francia nel 1858, comandò il dipartimento militare de l'Yonne e nel 1859 divenne capo di stato maggiore del 5º corpo d'armata, prendendo parte intanto alla campagna in Italia nell'ambito della Seconda guerra d'indipendenza italiana che lo vide presente tra le altre alla Battaglia di Magenta. Nell'aprile del 1860 venne incaricato di definire il nuovo confine della regione della Savoia da poco passata alla Francia e venne promosso Generale di divisione il 14 agosto di quello stesso anno.

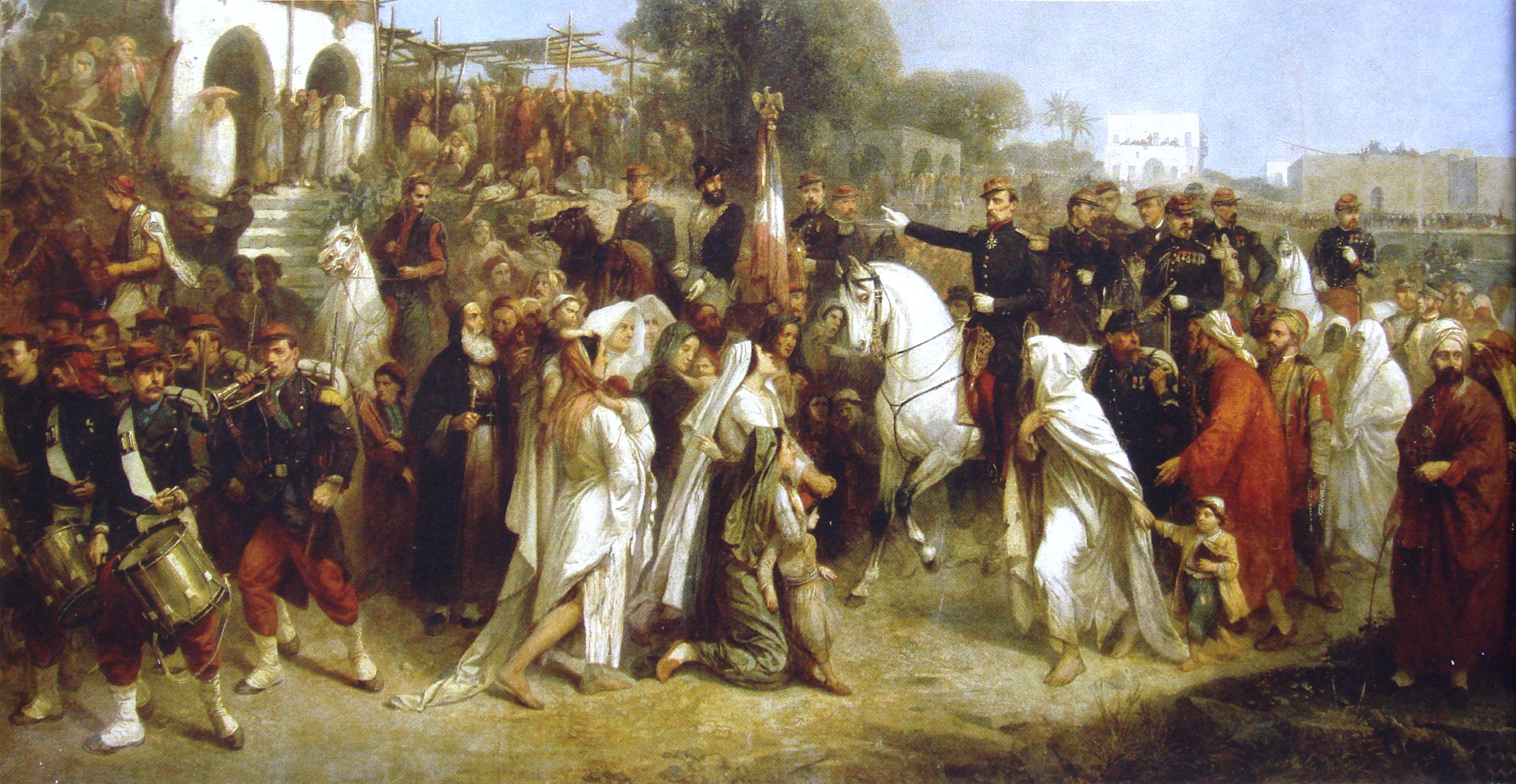
Spedizione francese in Siria diretta dal generale de Beaufort d'Hautpoul, sbarcato a Beirut il 16 agosto 1860.

Nel 1860, comandò la spedizione francese in Siria con 6000 uomini, con l'accordo dell'Impero ottomano, con l'obiettivo di proteggere i cristiani in Medio Oriente, a seguito dei massacri di maroniti cristiani. All'epoca, la Francia, comandata da Napoleone III, rivendicava la missione di continuare il suo antico ruolo di protettrice dei cristiani nell'Impero ottomano.
Divenuto membro dello stato maggiore dell'esercito francese, riprese il proprio servizio militare attivo nel 1870 come capo di stato maggiore dell'esercito di stanza a Parigi e fu gran referendario del senato. Abbandonata la carriera militare dopo il crollo del secondo impero napoleonico, morì nel 1890 a Parigi.